# Нагаево (Омская область)
Нагаево — упразднённая деревня в Тарском районе Омской области России. Входила в состав Большетуралинского сельского поселения. Упразднена в 2009 г.

## География
Находится на северо-востоке области, возле реки Большая Бугень.

## История
Основана в 1727 г. В 1928 году деревня Нагаева состояла из 32 хозяйств, основное население — белорусы. В административном отношении входила в состав Вставского сельсовета Знаменского района Тарского округа Сибирского края.

## Население
| 1926 | 2002 |
| ---- | ---- |
| 206  | ↘26  |

## Инфраструктура
Было развито личное подсобное хозяйство.

## Транспорт
Просёлочные дороги.